# Jan Berdyszak
Jan Berdyszak (* 15. Juni 1934 in Zawory; † 18. September 2014 in Posen) war ein polnischer Bildhauer, Maler, Graphiker, Installationskünstler, Bühnenbildner, Kunsttheoretiker und -lehrer.
Berdyszak studierte von 1952 bis 1958 Bildhauerei an der Kunsthochschule in Posen und experimentierte zur gleichen Zeit auf dem Gebiet der Malerei und Graphik. Im Ergebnis entstanden die Serien Koła podwójne (1962–64 und 1967–69), in denen er sich mit der Darstellung des Raumes in der Malerei und Graphik beschäftigte. Neuen graphischen Techniken wie der Lithographie und dem Holzschnitt, wandte er sich Ende der 1960er-Jahre in der Reihe Kompozycje kół zu.
Einflüsse orientalischer Philosophie und eine Hinwendung zur Meditation zeigen sich in den zwischen 1973 und 1980 entstandenen Werken der Reihe Obszary koncentrujace. In der gleichen Zeit entstanden unter dem Titel Przezroczyste Werke aus Glas und Plexiglas. In den 1990er-Jahren arbeitete er an der Serie Passe-par-tout unter Verwendung von Objekten, Installationen, Drucken und anderen Bestandteilen.
Seit 1965 unterrichtete Berdyszak an der Kunsthochschule Posen. 1990 wurde er Vorsitzender des Programmrates des Zentrums für polnische Plastik in Orońsko und war Mitglied des Programmrates für die Internationale Graphiktriennale in Krakau. Er entwarf auch Bühnenbilder (u. a. für das Theater Marcinek in Posen) und verfasste theoretische Schriften über die Verbindungen zwischen Theater und Bildender Kunst. Anlässlich einer Retrospektive im Nationalmuseum Krakau erschien 1974 ein Katalog seiner Werke. Bożena Kowalska verfasste 1979 eine Monographie über den Künstler.